# Google Pixelbook

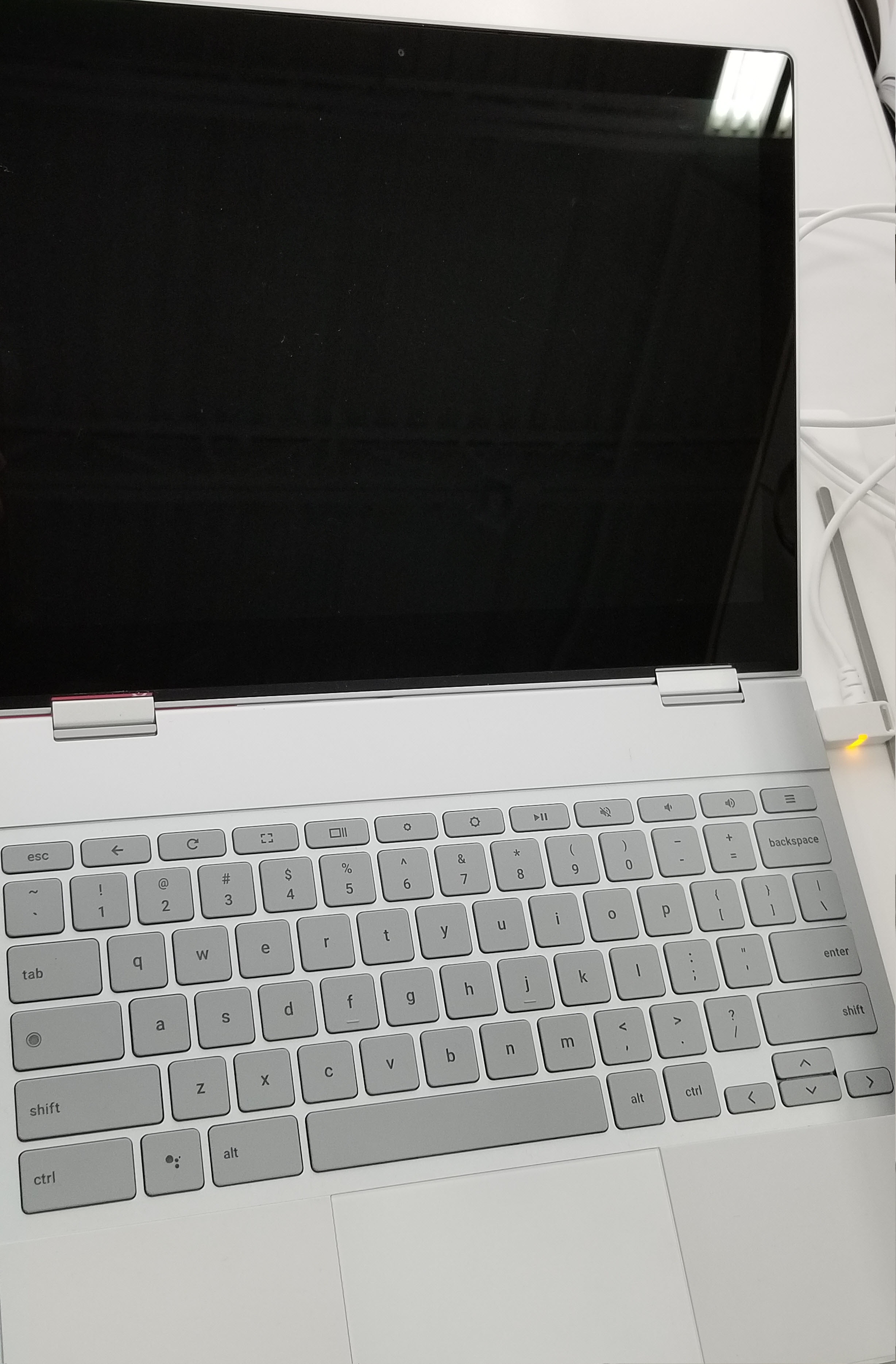
Google Pixelbook

Google Pixelbook je přenosný laptop od firmy Google. Představen byl 4. října 2017 a začal se prodávat 30. října téhož roku.
Oproti většině notebooků, které Google vyrobil (Chromebook), se Pixelbook liší vyšší cenovkou, která začíná na 999 USD (21 907 Kč k 9.11.2017).

## Parametry
Pixelbook nabízí 12,3" displej o rozlišení 2400x1600 pixelů. Tablet má zcela otočný displej. O výkon se starají procesory řady Intel i sedmé generace. Na výběr je mezi i5 nebo i7. Velikost operační paměti se pohybuje opět dle zvolené kombinace mezi 8 až 16 GB. Interní úložiště nabízí 128 nebo 256 GB.
K tabletu je též za 99 USD možnost dokoupit stylus s názve Pixelbook Pen. Tablet má též snazší propojení s telefony Google Pixel.